# Hishimonus
Hishimonus — рід цикадок із ряду клопів.

## Опис
Цикадки розміром 4—5 мм. Помірно стрункі, з округлою чи тупокутною головою. У колишньому СРСР 2 види.
- Hishimonus phycitis (Distant)